# Curriea angulicauda
Curriea angulicauda är en stekelart som beskrevs av Falco 2000. Curriea angulicauda ingår i släktet Curriea och familjen bracksteklar. Inga underarter finns listade i Catalogue of Life.